# Suzuki DR-Z 400
Suzuki DR-Z 400 - japoński motocykl produkowany od 2000 roku. Prędkość maksymalna wynosi około 140 km/h.